# Конфликт в Ласъанод (с 2023 года)
Конфликт в Ласъанод вспыхнул 6 февраля 2023 года в городе Ласъанод, где происходили бои между правительственными войсками Сомалиленд и ополченцами, лояльными Федеральное правительство Сомали. По данным доклада ООН, в результате конфликта 200 000 человек стали перемещенными лицами.

## Конфликт
В декабре 2022 года гражданские демонстрации и беспорядки начали распространяться на северо-запад по региону Сул, от Талех до Калабайда, Хатумо, Боам (Boocame) и Тукарака, подпитываемые предполагаемой политической маргинализацией в Сомалиленде. Поводом для протестов стала смерть Абдифатаха Абдулли Хадрави, популярного политика из оппозиционной партии Ваддани. Когда массовые гражданские беспорядки достигли Лас-Анода, силы безопасности Сомалиленда в последнюю неделю декабря 2022 года применили жестокие репрессии против протестующих, в результате чего погибло 20 человек. После двусторонних переговоров войска Сомалиленда отошли из города на свои форпосты в Суле, чтобы избежать дальнейшего насилия.
После массовых протестов, продолжавшихся с декабря по январь 2023 года, вывод войск из Сомалиленда проложил путь к возвращению верховного Гарада Рир-Дарвиша Гарада Джамы Гарада Али — лидера общины, изгнанного из Лас-Анода в 2007 году.
6 февраля 2023 года лидеры клана Рир-Дарвиш заявили о своем намерении сформировать государственное правительство под названием «Хатумо» 6 февраля 2023 года лидеры клана Рир-Дарвиш заявили о своем намерении сформировать государственное правительство под названием "Хатумо Сул-Санаг-Айн" ( eng: «SSC-Khatumo» ) в составе Федерального правительства Сомали. Ранее в тот же день в Лас-Аноде начались бои между войсками Сомалиленда и ополченцами Рир-Дарвиш в пригороде Саядка-Хилл (предположительно, где проживают два члена комитета). На улицах вокруг отеля Hamd, где остановились высокопоставленные лица Сомалиленда, были слышны выстрелы.